# Irina Deriúguina
Irina Ivánovna Deriúguina (en ucraniano: Ірина Іванівна Дерюгіна; n. 11 de enero de 1958, Kiev, Ucrania) es una exgimnasta ucraniana que practicó la disciplina de gimnasia rítmica. Fue la única gimnasta soviética en ganar dos títulos mundiales: los que ganó en 1977 y 1979. Su madre Albina Nikolaeva era su entrenadora. Su éxito como deportista influyó en la gimnasia rítmica en Ucrania. 

## Carrera
A los diez años, en 1968, Deriúguina entró en la Escuela Nacional de Ballet. De 1976 a 1980 fue alumna del Instituto Nacional de Kiev de Cultura Física. Deriúguina fue miembro del equipo de gimnasia rítmica soviética desde 1972 hasta su retiro del deporte en 1982. Luego fue nombrada entrenadora nacional de Ucrania. 
Deriúguina estuvo a cargo del comité organizador técnico como directora de competición en 1988 hasta 1992. En su escuela en Kiev (Escuela Deriúguina), ella y su madre, comenzaron a entrenar a gimnastas de alto nivel. Desde 1992, también organizan un torneo anual de gimnasia rítmica en Kiev, la Copa Deriúguina. 
Deriúguina fue jurado en los Juegos Olímpicos de Seúl en 1988 y en Barcelona en 1992. Estuvo implicada en un escándalo de gran juicio que tuvo lugar en el Campeonato Europeo de 2000 en Zaragoza, España. El vídeo fue utilizado para demostrar que ella y otros cinco jueces, Natalia Stepanova (Bielorrusia), Gabriele Stummer (Austria), Galina Marjina (Letonia), Ursula Sohlenkamp (Alemania) y Natalia Lashtsinkaya (Rusia), fueron culpables de perjudicar las notas de la gimnasta Olena Vitrychenko de Ucrania, en comparación con las puntuaciones otorgadas a otros gimnastas. Al final, los seis jueces culpables fueron suspendidos por un año y fueron excluidos de ser jurado en los siguientes campeonatos. Para los Juegos Olímpicos de Sídney 2000, esos países tuvieron que elegir otro juez que cumplió con los requisitos de la Federación Internacional de Gimnasia. Esta fue la primera vez en la historia de este deporte que tal comportamiento inapropiado fue documentado y penalizado.

## Vida personal
Deriúguina estuvo casada con el delantero de fútbol ucraniano Oleg Blojín, con quien procreó una hija, Irina Oléhivna Blojina.